# Noi vogliam Dio, Vergin Maria
Noi vogliam Dio, Vergin María (português: Queremos Deus, Virgem Maria) é uma canção mariana que se converteu em hino nacional dos Estados Pontifícios no início do século XIX. Sua música e letra, em italiano e com elementos do dialeto romanesco são anônimas. Foi substituída como hino nacional em 1857 pela Grande Marcha Triunfal de Viktorin Hallmayer.
Mesmo tendo perdido o caráter cívico, a canção difundiu-se pelo mundo inteiro, ganhando versões em português, espanhol e francês. A melodia da música também serviu de inspiração para hinos católicos populares no mundo lusófono, tais como Queremos Deus, homens ingratos e Glória Jesus na Hóstia Santa.